# 1976年F1世界選手権イン・ジャパン
F1世界選手権イン・ジャパン（F1 World Championship in Japan）は、1976年のF1世界選手権第16戦として、1976年10月22日から10月24日にかけて富士スピードウェイで開催された。

## 概要

### 開催に至る経緯
1974年11月23日、富士グランチャンピオンレース最終戦のサポートイベントとしてF1マシン5台とドライバーが来日し、20周のデモンストレーション走行を行った。F1を取材していたモータースポーツ写真家間瀬明が友人であるF1CA会長バーニー・エクレストンと協力して実現したイベントであり、これを「実績」にしてF1日本誘致への準備が始まる。後援者のスポーツニッポン新聞社は国内4輪モータースポーツ統括団体（ASN）である日本自動車連盟 (JAF) に対して日本でのF1開催を申請。ノンタイトルレースから選手権公式戦という方向へ話を進めたが、F1興行を仕切るF1CAやJAFとの調整は難航した。
1976年5月にF1開催の正式調印がなされた時点で、JAFは「日本グランプリ」の名称を11月の全日本F2000選手権最終戦に冠することを決めてしまっていた。そのためF1レースでありながら「グランプリ」の名称を使用できないことになり、日本初のF1レースには「F1世界選手権イン・ジャパン」という変則的なタイトルが使用されることになった。
なお、日本国外ではこうした事情が知られていないため、単純に"1976 Japanese Grand Prix"と記されている例が多い。日本の文献でも、単に「日本GP」「日本グランプリ」と記される場合がある。

### チャンピオン決定戦
今大会は1976年シーズンの最終戦であり、ニキ・ラウダ（フェラーリ）とジェームス・ハント（マクラーレン）のドライバーズチャンピオン決定戦となった。ラウダは第10戦ドイツGPで瀕死の重症を負いながら復帰し、2年連続王者を目指してポイントランキング首位（68点）に立っていた。対するハントはドイツGP以降4勝を挙げ3点差（65点）まで詰め寄った。ハント逆転の条件は以下の通りで、両者同点の場合は優勝回数の多いハントがチャンピオンとなる。
- ハント優勝（74点） - ハントが無条件にチャンピオン
- ハント2位（71点） - ラウダが4位（71点）以下の場合ハントがチャンピオン
- ハント3位（69点） - ラウダが6位（69点）以下の場合ハントがチャンピオン
- ハント4位（68点） - ラウダ無得点（68点）の場合ハントがチャンピオン
- ハント5位（67点）以下 - ラウダが無条件にチャンピオン

ハントは他チームより一足早く来日して富士スピードウェイで練習走行を行い、タイトルへの意欲を示した。

### 日本勢の参戦
地元日本のコンストラクター、チーム、タイヤメーカー、ドライバーがスポット参戦でエントリーした。コジマはこの1戦に照準を合わせてKE007を開発し、富士で事前走行を重ねた。タイヤは日本ダンロップ、ドライバーは長谷見昌弘。マキはF102Aを製造し、ホットスタッフレーシングに運営を任せた。ヒーローズレーシングはティレルの中古マシン007を購入し、ブリヂストンタイヤを使用して星野一義をエントリーした。ヒーローズのティレルには、ムーンクラフトが作製したスポーツカー・ノーズが取り付けられた。
F1ノンタイトル戦に出場経験のある高原敬武はサーティースから出走。ヨーロッパのF3、F2に挑戦した桑島正美はRAMのブラバムをドライブする予定だったが、結局ウィリアムズから出走した。桑島は2年前のデモンストレーション走行でブラバムのマシンを借りて走行した経験がある。

## 予選

### 展開
金曜午前の第1セッションはハント、ラウダの両雄が100分の1秒差で1、2位。コジマの長谷見がいきなり4番手のタイムを記録して海外の報道陣を驚かせた。午後の第2セッションで長谷見は更にハイペースでアタックしたが、最終コーナーでクラッシュ。午前のタイムで最終的に10番グリッドを確保するが、ポールポジションの夢は潰えた。気温の上昇によりタイムは伸びなかったが、マリオ・アンドレッティ（ロータス）がトップタイムを記録した。桑島は持ち込み資金がチームに振り込まれなかったとして初日限りでシートを失った。
土曜午前の第3セッションは本格的なタイムアタック合戦となり、アンドレッティが1分12秒77を記録してデビュー戦（1968年アメリカGP）以来となるポールポジションを獲得した。ハントも12秒台に入れて僅差の2位、ラウダも着実に3位につけた。予選の結果から、好調なアンドレッティがチャンピオン争いのキーマンになると目された。

### 結果
| 順位 | No  | ドライバー                     | コンストラクター             | 1回目    | 2回目   | 3回目   |
| ---- | --- | ------------------------------ | ---------------------------- | -------- | ------- | ------- |
| 1    | 5   | マリオ・アンドレッティ         | ロータス・フォード           | 1'13.91  | 1'13.29 | 1'12.77 |
| 2    | 11  | ジェームス・ハント             | マクラーレン・フォード       | 1'13.76  | 1'13.95 | 1'12.80 |
| 3    | 1   | ニキ・ラウダ                   | フェラーリ                   | 1'13.77  | 1'13.74 | 1'13.08 |
| 4    | 28  | ジョン・ワトソン               | ペンスキー・フォード         | 1'14.67  | 1'14.67 | 1'13.29 |
| 5    | 3   | ジョディ・シェクター           | ティレル・フォード           | 1'15.17  | 1'14.26 | 1'13.31 |
| 6    | 8   | カルロス・パーチェ             | ブラバム・アルファロメオ     | 1'13.81  | 1'13.43 | 1'13.65 |
| 7    | 2   | クレイ・レガッツォーニ         | フェラーリ                   | 1'15.01  | 1'13.64 | 1'13.90 |
| 8    | 9   | ヴィットリオ・ブランビラ       | マーチ・フォード             | 1'15.29  | 1'13.72 | 1'13.88 |
| 9    | 10  | ロニー・ピーターソン           | マーチ・フォード             | 1'14.88  | 1'15.48 | 1'13.85 |
| 10   | 51  | 長谷見昌弘                     | コジマ・フォード             | 1'13.88  | 1'18.42 | -       |
| 11   | 26  | ジャック・ラフィット           | リジェ・マトラ               | 1'14.90  | 1'14.45 | 1'13.88 |
| 12   | 12  | ヨッヘン・マス                 | マクラーレン・フォード       | 1'14.07  | 1'14.17 | 1'14.05 |
| 13   | 4   | パトリック・ドゥパイエ         | ティレル・フォード           | 1'15.52  | 1'14.15 | 1'14.57 |
| 14   | 16  | トム・プライス                 | シャドウ・フォード           | 1'16.27  | 1'14.23 | 1'14.50 |
| 15   | 17  | ジャン＝ピエール・ジャリエ     | シャドウ・フォード           | 1'16.22  | 1'16.12 | 1'14.32 |
| 16   | 6   | グンナー・ニルソン             | ロータス・フォード           | 1'15.59  | 1'15.43 | 1'14.35 |
| 17   | 7   | ラリー・パーキンズ             | ブラバム・アルファロメオ     | 1'15.30  | 1'14.38 | 1'14.73 |
| 18   | 34  | ハンス＝ヨアヒム・スタック     | マーチ・フォード             | 1'22.11  | 1'14.80 | 1'14.38 |
| 19   | 20  | アルトゥーロ・メルツァリオ     | ウィリアムズ・フォード       | 1'16.16  | 1'15.28 | 1'14.41 |
| 20   | 19  | アラン・ジョーンズ             | サーティース・フォード       | 1'15.92  | 1'14.94 | 1'14.80 |
| 21   | 52  | 星野一義                       | ティレル・フォード           | 1'14.94  | 1'14.95 | 1'14.65 |
| 22   | 24  | ハラルド・アートル             | ヘスケス・フォード           | 10'53.11 | 1'16.51 | 1'15.26 |
| 23   | 30  | エマーソン・フィッティパルディ | フィッティパルディ・フォード | 1'16.20  | 1'15.71 | 1'15.30 |
| 24   | 18  | 高原敬武                       | サーティース・フォード       | 1'16.71  | 1'17.25 | 1'15.77 |
| 25   | 21* | ハンス・ビンダー               | ウィリアムズ・フォード       | -        | -       | 1'17.36 |
| 26   | 21* | 桑島正美                       | ウィリアムズ・フォード       | 1'17.90  | 1'19.27 | -       |
| DNQ  | 54  | トニー・トリマー               | マキ・フォード               | 1'36.84  | -       | 1'30.91 |

* No.21は桑島正美からハンス・ビンダーに交代。ビンダーは予選不通過だったが、各ドライバーに嘆願書にサインしてもらい決勝に出走可能となった。

## 決勝

### 展開

#### 悪天候によるスタート順延
秋晴れの予選から一転して、24日の決勝は夜半から激しい雨が降り続くヘビーウェットコンディションとなった。コース各所に水溜りができ、御殿場名物の霧で視界も悪化した。午前中のフリー走行ではスピンするマシンが続出し、ドライバーはコース状況の危険性を訴えた。
オーガナイザーとチーム代表、ドライバーらはコントロールタワーに集まり、レースを中止すべきか協議を重ねた。レース強行を主張する者もいて結論は出ず、7万2千人の観客やテレビ中継への配慮から天候の回復を待つこととなった。予定時刻の午後1時30分を過ぎても状況は変わらなかったが、午後5時の日没から逆算して午後3時にレースを決行することとなった。

#### ラウダの決断
午後3時9分、各車が濛々と水煙をあげながらスタート。心配された1コーナーの接触事故は回避された。ハントが好スタートを決めて後続を離す一方、10位に後退したラウダは2周目にスローダウンしてピットイン。危険なコース状況のため自主リタイアすることをチームに告げ、展開を見届けずサーキットを後にした。同様の理由で2名が棄権したが、皮肉なことに雨は小降りになり、霧も消えて天候は回復に向かった。ハントは4位以内に入賞すればチャンピオン獲得という有利な立場でレースをリードした。

#### 伏兵の活躍
レース序盤、マーチのヴィットリオ・ブランビラと地元の星野一義が注目を集めた。雨のレースを得意とするブランビラは、タイヤ交換のため序盤にピットインしたことで後退するが、またすぐに2位まで浮上した。その後1位のハントの直後まで迫り、22周目のヘアピンで並びかけたがスピンを喫し、順位を落とした。最終的にブランビラは38周目にエンジンが壊れてリタイアした。予選21位の星野はスタートで9位にジャンプアップするとブリヂストンのレインタイヤを武器に順位を上げ、10周目のヘアピンでジョディ・シェクター（ティレル）をアウトから抜き、一時3位を走行した。しかし、タイヤの消耗で順位を落とし、2度目のピットインで予備のホイールが底をつき、無念のリタイアを喫した。
レース中盤はコース状況が好転し、上位の順位変動が活発になった。36周目、ブランビラの後退で2位に上がったヨッヘン・マス（マクラーレン）が水溜りに乗りクラッシュした。代わって急浮上したトム・プライス（シャドウ）も46周目にリタイアした。これでパトリック・ドゥパイエ（ティレル）がハントから20秒遅れの2位、以下アンドレッティ、クレイ・レガッツォーニ（フェラーリ）、アラン・ジョーンズ（サーティース）という順位で落ち着いた。

#### 終盤戦
レース終盤、夕日が差して路面が乾き、走行ライン上では水煙もほとんど上がらなくなった。上位勢はレインタイヤを交換せず走りきる作戦を選んだが、タイヤの磨耗に苦しみ始めた。スタート以来トップを守ってきたハントのペースが急激に落ち、62周目にはドゥパイエとアンドレッティに抜かれて3位に順位を落とした。2周後、ドゥパイエも同じ問題でアンドレッティに抜かれ、タイヤ交換のためピットインした。ハントのマシンはタイヤの空気漏れで路面を擦り、68周目の終わりにピットインすることを強いられ、残り5周でチャンピオン圏外の5位に転落した。
新品のレインタイヤに履きかえたハントはジョーンズとレガッツォーニを追い、71周目には2台をかわして順位を奪い返し、2位のドゥパイエに次ぐ3位でゴールした。1位のアンドレッティはタイヤをいたわるペースメイクが奏功し、2位以下を周回遅れにして73周目のチェッカーフラッグを受けた。1971年南アフリカGPでのF1初勝利以来となる2勝目であり、低迷が続いたロータスにとっても2年ぶりの優勝となった。
3位のハントはタイヤ交換後に自分の順位が分からなくなり、ゴール後もチャンピオンを逃したと思い込んでいた。ハントは、チームがもっと早くタイヤ交換のためのピットインを指示すべきだったと考えており、ピットに戻りマシンを降りるとマクラーレン監督のテディ・メイヤーに激しい怒りをぶつけた。しかし、チャンピオンを獲得したことを知らされると一転して笑顔になった。ハントは劇的なタイトル獲得を喜びつつ、インタビューには「ひどいコンディションのレースで視界はゼロだった。けしてやりたいレースではなかった。ラウダの判断は正しいと思う」と答えた。ラウダはその頃、1点差で逆転されたというニュースを東京国際空港で知った。
日本勢最上位は高原の9位。予選でマシンを壊したコジマは2日がかりで修復し、完調とは程遠い状態ながらも長谷見が11位で完走した（詳細はコジマ・KE007を参照）。

### 結果
| 順位 | No | ドライバー                     | コンストラクタ               | 周回 | タイム/リタイヤ    | グリッド | ポイント |
| ---- | -- | ------------------------------ | ---------------------------- | ---- | ------------------ | -------- | -------- |
| 1    | 5  | マリオ・アンドレッティ         | ロータス・フォード           | 73   | 1:43'58.86         | 1        | 9        |
| 2    | 4  | パトリック・ドゥパイエ         | ティレル・フォード           | 72   | 1:43'59.14         | 13       | 6        |
| 3    | 11 | ジェームス・ハント             | マクラーレン・フォード       | 72   | 1:44'00.06         | 2        | 4        |
| 4    | 19 | アラン・ジョーンズ             | サーティース・フォード       | 72   | 1:44'12.17         | 20       | 3        |
| 5    | 2  | クレイ・レガッツォーニ         | フェラーリ                   | 72   | 1:44'18.67         | 7        | 2        |
| 6    | 6  | グンナー・ニルソン             | ロータス・フォード           | 72   | 1:44'18.92         | 16       | 1        |
| 7    | 26 | ジャック・ラフィット           | リジェ・マトラ               | 72   | 1:45'01.67         | 11       |          |
| 8    | 24 | ハラルド・アートル             | ヘスケス・フォード           | 72   | 1:45'10.46         | 22       |          |
| 9    | 18 | 高原敬武                       | サーティース・フォード       | 70   | 1:44'56.17         | 24       |          |
| 10   | 17 | ジャン＝ピエール・ジャリエ     | シャドウ・フォード           | 69   | 1:44'25.97         | 15       |          |
| 11   | 51 | 長谷見昌弘                     | コジマ・フォード             | 66   | 1:44'49.87         | 10       |          |
| Ret  | 3  | ジョディ・シェクター           | ティレル・フォード           | 58   | オーバーヒート     | 5        |          |
| Ret  | 21 | ハンス・ビンダー               | ウィリアムズ・フォード       | 49   | ホイールベアリング | 25       |          |
| Ret  | 16 | トム・プライス                 | シャドウ・フォード           | 48   | エンジン           | 14       |          |
| Ret  | 9  | ヴィットリオ・ブランビラ       | マーチ・フォード             | 38   | エンジン           | 8        |          |
| Ret  | 34 | ハンス＝ヨアヒム・スタック     | マーチ・フォード             | 37   | 電気系統           | 18       |          |
| Ret  | 12 | ヨッヘン・マス                 | マクラーレン・フォード       | 35   | アクシデント       | 12       |          |
| Ret  | 28 | ジョン・ワトソン               | ペンスキー・フォード         | 33   | エンジン           | 4        |          |
| Ret  | 52 | 星野一義                       | ティレル・フォード           | 27   | タイヤ             | 21       |          |
| Ret  | 20 | アルトゥーロ・メルツァリオ     | ウィリアムズ・フォード       | 23   | ギアボックス       | 19       |          |
| Ret  | 30 | エマーソン・フィッティパルディ | フィッティパルディ・フォード | 9    | 棄権               | 23       |          |
| Ret  | 8  | カルロス・パーチェ             | ブラバム・アルファロメオ     | 7    | 棄権               | 6        |          |
| Ret  | 1  | ニキ・ラウダ                   | フェラーリ                   | 2    | 棄権               | 3        |          |
| Ret  | 7  | ラリー・パーキンズ             | ブラバム・アルファロメオ     | 1    | 棄権               | 17       |          |
| Ret  | 10 | ロニー・ピーターソン           | マーチ・フォード             | 0    | エンジン           | 9        |          |
| DNS  | 21 | 桑島正美                       | ウィリアムズ・フォード       | -    | ドライバー交代     | -        |          |
| DNQ  | 54 | トニー・トリマー               | マキレーシング・フォード     | -    | 予選不通過         | -        |          |

## エピソード
決勝の模様はTBS系列でテレビ放送された。午後3時から録画映像で放送する予定だったが、スタート順延のため結果的に生中継となった。
当初、ファステストラップ記録は長谷見昌弘（コジマ）の1分18秒23（25周目）と発表されたが、数日後に計時ミスであることが判明。ジャック・ラフィット（リジェ）の1分19秒97（70周目）であるとの訂正リリースが発布された。F1公式サイトでは長らく長谷見の記録がファステストラップとして扱われていたが、現在はラフィットに変更されている。
スポーツニッポン新聞社はF1CAと3年間開催の約束を結んでいたが、1974年のデモンストレーション走行と本大会で6千万円の赤字を計上。1977年の開催が役員会で否決され、再契約は行わなかった。1977年はJAFを中心として設立された日本モータースポーツ協会が主催し、正式に「F1日本グランプリ」の名を使用した。
タイトルを失う結果となったラウダの棄権について、当時フェラーリのチームマネージャーだったダニエル・オーデットは「F1CA会長バーニー・エクレストンがテレビやスポンサーの契約のためにレース決行を訴えた」「ドライバー全員がスタート後数周してから棄権することで同意していたのに、マクラーレンはハントに走り続けるよう命令した」という趣旨の主張をしている。

## データ
大会
- 大会名 - F1世界選手権イン・ジャパン
- 開催日 - 1976年10月22日 - 10月24日
- 開催地 - 富士スピードウェイ
- 主催 - スポーツニッポン新聞社/毎日新聞社/富士スピードウェイ
- レース距離 - 318.207km（4.359km×73LAP）
- 決勝日観客 - 72,000人
- 決勝日天候 - 雨のち晴れ、気温18.2度、湿度91%、東の風0.2m/s

日程
- 10月22日（金曜日）
  - 公式予選1回目 午前10時 - 午前11時30分
  - 公式予選2回目 午後1時30分 - 午後2時30分

- 10月23日（土曜日）
  - フリープラクティス 午前10時 - 午前11時30分
  - 公式予選3回目 午後2時 - 午後3時

- 10月24日（日曜日）
  - フリープラクティス 午前8時30分 - 午前9時
  - 決勝スタート 午後3時9分 （予定では午後1時30分）

記録
- ポールポジション - マリオ・アンドレッティ（ロータス・フォード） 1分12秒77
- 優勝 - マリオ・アンドレッティ（ロータス・フォード） 1時間43分58秒86（平均速度183.615km/h）
- ファステストラップ - ジャック・ラフィット（リジェ・マトラ） 1分19秒97（LAP 70）
- ラップリーダー - ジェームス・ハント（LAP1 - 61）→パトリック・ドゥパイエ（LAP62 - 63）→マリオ・アンドレッティ（LAP64 - 73）

## 映画
2013年の映画"Rush"（邦題：『ラッシュ/プライドと友情』）は、1976年シーズンのハントとラウダのライバル関係を描いたもので、富士スピードウェイでの最終戦も再現されている（劇中の表記は"Japanese Grand Prix"）。ただし、富士山のカットはあるものの、レースシーンの撮影には富士スピードウェイは使用されていない。
劇中ではレース終盤のクライマックスパートが映画用に脚色されている。実際のレースでは雨が上がってドライ路面になり、ハントはピットインして摩耗したウェットタイヤをスリックタイヤに交換した。映画では最後まで雨が降り続いており、ハントはピットでウェットからウェットに交換している。